# مشوکی
مشوکی روستایی در دهستان لانو بخش درح شهرستان سربیشه ودرمنطقه صفر مرزی استان خراسان جنوبی ایران قراردارد

## جمعیت
بر پایه سرشماری عمومی نفوس و مسکن در سال ۱۳۹۵ جمعیت این روستا ۳۲۵ نفر (۹۱خانوار) بوده‌است.